# W Barcelona
W Barcelona, conegut popularment com a Hotel Vela, és un edifici situat a la plaça de la Rosa dels Vents, al costat de la nova bocana del Port Vell de Barcelona. L'hotel és gestionat per la cadena hotelera Starwood Hotels and Resorts i comercialitzat sota la marca W Hotels.

## Història
L'hotel es va incloure en un projecte del 1999 més ampli de remodelació i ampliació del Port de Barcelona, emmarcant la transició entre el port comercial i els espais lúdics i recreatius. Projectat per l'arquitecte Ricard Bofill i Leví, en el moment de la presentació tenia una torre en forma de vela que arribava als 160 m. L'Ajuntament de Barcelona, però, obligà l'arquitecte a modificar-lo per a no alterar la silueta urbana de la ciutat. Finalment, fou inaugurat l'1 de setembre de 2009 amb una alçada de 99 m.
La societat que va obtenir la concessió estava formada inicialment per FCC, OHL, COMSA EMTE i Sacresa, amb una participació del 25% de cadascuna de les empreses, però Sacresa va vendre la seva participació en el grup Godia l'any 2009. La societat va obtenir la concessió de l'ús de l'immoble per 35 anys, a partir del 2010, ampliables a 15 anys més. L'any 2011, l'hotel fou posat a la venda per uns 200 milions d'euros, per sota dels 260 milions que van invertir les constructores en el projecte.
Va rebre el primer premi dels Prix Villégiature l'any 2010 en la categoria de Millor Arquitectura Exterior d'Hotel d'Europa.

### Controvèrsies
L'Hotel Vela està construït en terrenys del Port de Barcelona, però no s'ha fet pública la forma d'adjudicació del projecte. Al barri de la Barceloneta hi ha hagut veus contràries a l'edifici, que argumenten que la llei estableix que només es pot construir un edifici en terrenys guanyats al mar si es tracta d'instal·lacions portuàries. Els nudistes i surfistes, col·lectius que es poden veure sovint a les platges de la Barceloneta i de Sant Sebastià argumenten que el complex hoteler modifica els corrents marins a causa de la prolongació de l'espigó, a més de la modificació dels vents que ara dificultaran les competicions en patí català, embarcació autòctona, i a la pràctica del windsurf. Una altra polèmica és que no compleix la Llei de Costes, ja que és a 20 m del mar.

## Edifici
Construït sobre un terraplè guanyat al mar per la nova bocana del port Vell, en un punt estratègic de la línia marítima de la ciutat i en modifica la silueta urbana. El conjunt està format per quatre parts, diferenciades a nivell compositiu: la vela, l'element més conegut i visible, l'atrium, el podi, i, finalment, l'aparcament situat al costat sud amb una capacitat de 745 vehicles, a l'interior de la plaça. Consta d'un soterrani, un semisoterrani, una planta baixa i 26 plantes d'alçada. Es divideix en dues zones: la torre i l'atri al damunt d'un podi. Per una banda, la torre, col·locada perpendicularment al dic, de 105 m, és prima i té la forma d'una vela, nom pel qual es coneix popularment l'hotel. La façana està formada per vidres reflectants els quals modifiquen la façana segons la llum del sol i el punt de vista, tot uniformitzant els diferents volums. La vela s'insereix al cos de l'atri. Hi ha 473 habitacions i suites, un spa, piscines, gimnàs, el restaurant o un bar a l'última planta.
L'estructura de la torre es caracteritza per minimitzar els pilars perimetrals a favor dels murs interiors per aconseguir una major visibilitat des de les habitacions a través de la façana de vidre, com si es tractés d'una espina de peix de formigó armat.
L'atri està disposat paral·lelament a la torre amb el mateix tipus de façana. L'edifici és de poca alçada i de línies rectes amb una façana molt semblant a la torre. A través de l'àmplia escalinata del podi, s'accedeix a l'interior de l'hotel i a la recepció, però també condueix directament a la platja. Per sobre la línia del podi, s'hi ubiquen establiments comercials, i un gran pati interior que aporta llum natural zenital. A la planta baixa, trencant amb el volum horitzontal del podi, s'obren dues enormes terrasses paral·leles al mar on s'hi ubica una gran sala de conferències amb la façana de vidre i una part oberta.
El sistema de construcció utilitzat va ser el sistema anomenat Fast Track o Via ràpida que consisteix en realitzar simultàniament el projecte i la construcció de l'edifici. L'estructura interior de la torre en planta segueix la forma d'un peix. Al cap se situen els ascensors, l'escala principal i el muntacàrregues; el tronc central està format pel passadís que estructura les habitacions construït amb dos pantalles de formigó i, finalment, les espines són les pantalles de formigó perpendiculars a les anteriors. A la cua del peix hi hauria les suites que varien segons la corba de la vela on es trobin.